# Puygaillard-de-Lomagne
Puygaillard-de-Lomagne é uma comuna francesa na região administrativa de Occitânia, no departamento de Tarn-et-Garonne. Estende-se por uma área de 7,08 km². Em 2010 a comuna tinha 66 habitantes (densidade: 9,3 hab./km²).